# 항공대총감국 항공기 명명법

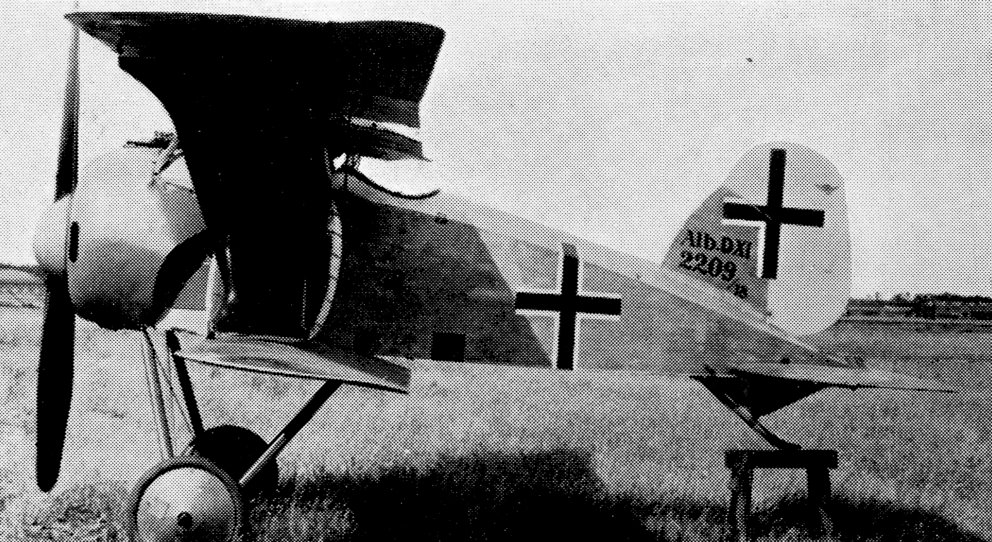
알바트로스 D.XI.

항공대총감국 항공기 명명법(Idflieg aircraft designation system)은 제1차 세계대전 시기 독일 제국 항공대 총감국에서 비행기 제식명을 부여한 명명법이다. 동시기에 각종 군용 비행기가 분화, 진화했고 그에 따라 명명법도 변화했다.
이 명명법에 따르면 항공기의 이름은 제조사 이름, 기종을 의미하는 식별자, 그리고 마지막의 로마 숫자로 이루어진다. 예컨대 알바트로스 항공기공업사에서 만든 첫 번째 단좌기는 알바트로스 D.I이고 두 번째 단좌기는 알바트로스 D.II가 되는 식이다.

## 접두식별자 목록
A
원래 단엽기에 할당된 식별자. 실전에서는 대부분 비무장 쌍좌 수색기 또는 훈련기. 1915년 이후로는 거의 사멸.
B
원래 복엽기에 할당된 식별자. 실전에서는 대부분 저출력 비무장 쌍좌 훈련기 등 2선급 기체.
C
무장 쌍좌 복엽기. 1915년 4월 도입. 세계대전 발발 이후 추가된 첫 식별자. 후방 사수용 기관총을 장착했다. 엔진 출력은 보통 150 마력 이상. 후기형에서는 200 마력 이상으로 올라간다.
CL
경량 C형기. 1917년 초 도입. 후기의 C형기들이 점차 커지면서 소형기들을 CL로 지정한다. CL형기들은 대형 C형기들을 호위하는 요기 역할을 했다. 실전에서는 주로 근접지원항공을 했다. CL형기의 엔진은 200 마력 이하였고 중량은 360 킬로그램 이하.
CN
야간에 무거운 폭탄을 투하하도록 개조된 C형기. 이후 식별자 N으로 대체됨.
D
무장 단좌기. 새로 편성된 전투기대대용으로 1916년 도입. 1918년 말에는 "D"가 무장 복엽기(Doppeldecker)를 의미하게 된다. 전쟁 말엽이 되면 날개 모양에 따른 분류가 폐기되면서 모든 단좌전투기가 식별자 D를 부여받는다.
DJ
장갑 D형기. 이 식별자를 부여받은 것은 시험기인 아에게 DJ.I 한 기 뿐이다.
Dr
무장 단좌 삼엽기(Dreidecker). 1917년 말에 도입되었다. 포커 1호 삼엽기가 이 식별자를 부여받았다. 전쟁 말엽이 되면 날개 모양에 상관없이 모든 단좌전투기가 D형기가 되었기에 Dr 식별자는 1918년 말에 폐기된다.
E
무장 단엽기(Eindecker). 1915년 도입. 처음에는 C형기에 대응하는 무장 쌍좌 단엽기로서 초기 E형기는 대부분 쌍좌기였다. 실전에서는 포커사의 단좌식 전투기들이 큰 성공을 거두면서 E형기는 단좌 단엽 전투기를 의미, 즉 D형기의 단엽 대응 식별자가 된다. 1918년, 마지막 E형기인 포커 5호 단엽기(E.V)는 8호 단좌기(D.VIII)로 재지정된다. 날개 형태에 따른 식별자 지정이 폐기되면서 E 식별자도 1918년 폐지된다.
F
무장 단좌 삼엽기. 1917년에 잠시 사용된 식별자. 이것이 실제로 사용된 것은 포커 F.I밖에 없으며, 생산 단계에서 Dr.I로 재지정되고 F 식별자는 폐기된다.
G
무장 쌍발 복엽 폭격기. 원래 식별자 K가 부여되었으나(이하 참조) "대형기(Großflugzeug)를 의미하는 G가 1915년 부여된다.
GL
고속 쌍발기. 용도는 주간 폭격기 또는 장거리 정찰기. 1918년 도입된 식별자다.
J
장갑 연락기 및 공격기 겸용기. 1917년 도입된 식별자. 대부분의 J형기는 C형기와 비스샜고 다만 장갑을 덧대서 방어력을 강화한 것밖에 차이가 없다. 유일한 예외는 융커스 J.I다.
K
무장 쌍발 또는 삼발 복엽 폭격기. K는 "전투기(Kampfflugzeug)"를 의미한다. 1915년에 도입되었으며 그 다음해 식별자 G로 대체된다.
N
쌍좌 단발 야간(Nacht) 폭격기. 기본적으로 C형기에 익폭을 늘려서 폭장량을 늘린 것. 1918년 도입되어 CN 식별자를 대체했다.
R
삼발-육발 대형 폭격기. R은 거대기(Riesenflugzeug)를 의미한다. G형과 구분되는 특징은, 크기도 크기였지만 모든 엔진이 비행 중에 수리가 가능할 정도로 동체 가까이 위치해야 한다는 점이었다.